# Castellanosia caineana
Castellanosia caineana es una especie de planta suculenta perteneciente a la familia Cactaceae y único miembro del género monotípico Castellanosia. Se distribuye desde Bolivia hasta Paraguay.

## Descripción

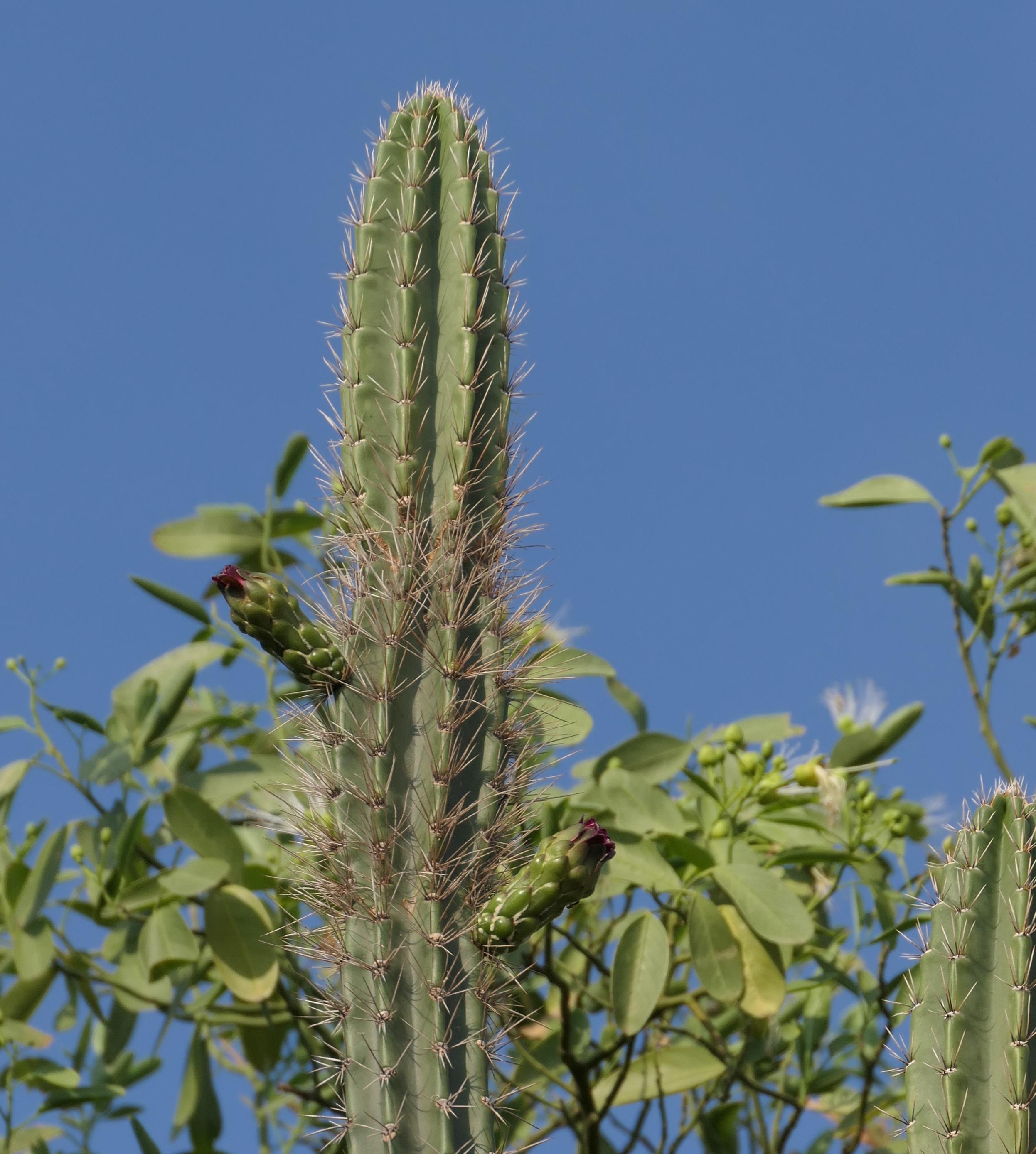
Tallo con botones florales

Castellanosia caineana es una especie de cactus que crece en forma de árbol. Sólo se ramifica desde la base y alcanza alturas de hasta 6 m. Los tallos son largos, cilíndricos, de color verde grisáceo, algo flexibles y claramente segmentados. Cada segmento se estrecha significativamente hacia su punta y llegan a medir de 30 a 40 cm de largo y de 8 a 11 cm de diámetro. 
Normalmente presentan 9 costillas prounciadas y se caracterizan por poseer una ligera muesca. En ellas se sitúan areolas redondas y grises, las cuales están separadas unas de otras hasta 3 cm de distancia. Se distinguen dos tipos de espinas:
- Las espinas de los brotes vegetativos son de color marrón, y entre ellas se diferencian 3 o 4 espinas centrales de 4 a 7 cm de largo, y de 15 a 16 espinas marginales de 0,8 a 4 cm de largo.
- Las espinas de los brotes en flor son de color blanco a marrón, son copetudas y erizadas. Se distinguen hasta 25 espinas y alcanzan una longitud de 3 a 5 cm.

Las flores, más o menos violetas, miden de 3 a 5 cm de largo y están cubiertas de escamas superpuestas. Los frutos son esféricos, de color amarillo verdoso, y miden hasta 3 cm de largo.

## Distribución y hábitat
El área de distribución nativa de esta especie va desde Bolivia hasta Paraguay y crece principalmente en biomas desérticos o de matorrales secos.

## Taxonomía
Castellanosia caineana fue descrita por el botánico boliviano Martín Cárdenas Hermosa y publicada por primera vez en la revista científica Cactus and Succulent Journal (Los Ángeles) 23: 90 en 1951.
Etimología
- Castellanosia: nombre genérico otorgado en honor al botánico y explorador argentino Alberto Castellanos (1896-1968).[3]
- caineana: epíteto geográfico que hace referencia al valle del Río Caine (Bolivia), lugar donde se descubrió la especie.[4]

## Estado de conservación
En la Lista Roja de Especies Amenazadas de la UICN, la especie está clasificada como de "Preocupación Menor (LC)".

## Usos
Se cultiva principalmente como planta ornamental y su propagación se realiza normalmente a través de esquejes o semillas.